# Tassadane Haddada (distrito)
Tassadane Haddada é um distrito localizado na província de Mila, Argélia, e cuja capital é a cidade de mesmo nome.[carece de fontes?] O distrito é composto por duas comunas.